# Jimmy Carl Black
Jimmy Carl Black, geboren als James Inkanish jr. (El Paso, 1 februari 1938 – Siegsdorf, 1 november 2008), was een Amerikaanse rockdrummer en -zanger. Hij werd vooral bekend door Frank Zappa's The Mothers of Invention en door de film 200 Motels.

## Biografie
Jimmy Carl Black speelde sinds 6-jarige leeftijd piano en in 1958 begon hij drums te spelen. Zijn eerste single nam hij op in 1962 met de band The Keys. In 1964 formeerde hij met Roy Estrada de band Soul Giants.
In 1965 voegde eerst Ray Collins en kort daarna Frank Zappa zich bij de band, die na meerdere naamsveranderingen uiteindelijk als The Mothers of Invention bekend werd. Met deze band werkte Black veel liveoptredens af en was hij betrokken bij acht albums. Bovendien werkte hij mee aan drie Zappaprojecten, aan de door Zappa geproduceerde albums Permanent Damage van de groupieband GTO's en Trout Mask Replica van Captain Beefheart & His Magic Band. Vanwege zijn indiaanse afkomst was Black bekend als 'The Indian of the Group'.
In 1970 formeerde Black de band Geronimo Black, waarin ook Bunk Gardner meespeelde en die twee albums uitbracht.
In 1971 stond hij in Frank Zappa's film 200 Motels als Lonesome Cowboy Burt samen met muzikanten als Ringo Starr, Mark Volman, Howard Kaylan en Keith Moon voor de camera.
Na verschillende muzikale projecten begon hij in 1980 met de band The Grandmothers songs van The Mothers of Invention en eigen composities te spelen. Er werden tien albums uitgebracht, totdat de band zich in 2002 zonder medeweten van Black opnieuw formeerde. Ook met de Zappa-coverband The Muffin Men trad Jimmy Carl Black op, o.a. tijdens de Zappanale in 2003 in Bad Doberan.
Na de dood van zijn eerste echtgenote, met wie hij zes kinderen had, trouwde hij met de Duitse Monika, die hij ontmoet had tijdens een tournee door Duitsland. Beiden woonden sinds de jaren 1990 in het Boven-Beierse Siegsdorf.
Tijdens zijn beide laatste levensjaren hebben de filmmakers Sigrun Köhler en Wiltrud Baier Jimmy Carl Black begeleid in zijn nieuwe Beierse thuisland en bij zijn optredens voor de camera. De film Where's the beer and when do we get paid? kwam in de zomer van 2013 in de bioscopen.

## Overlijden
Jimmy Carl Black overleed in november 2008 op 70-jarige leeftijd aan de gevolgen van kanker.
- Bibsys: 7067971
- Biblioteca Nacional de España: XX1131561
- Bibliothèque nationale de France: cb140502605 (data)
- Gemeinsame Normdatei: 135168023
- International Standard Name Identifier: 0000 0001 1594 9786
- Library of Congress Control Number: no2010044071
- MusicBrainz: f6cfb1e8-b823-42aa-8f39-33c764963524
- Système universitaire de documentation: 157332748
- Virtual International Authority File: 11064567